# Ціу
Ціу (рум. Țiu) — село у повіті Долж в Румунії. Входить до складу комуни Чернетешть.
Село розташоване на відстані 215 км на захід від Бухареста, 36 км на захід від Крайови.

## Населення
За даними перепису населення 2002 року у селі проживали 606 осіб, усі — румуни. Усі жителі села рідною мовою назвали румунську.